# Mesrob II Mutafyan
Mesrob II Mutafyan, (in armeno: Մեսրոպ Բ Մութաֆեան) (Istanbul, 16 giugno 1956 – Istanbul, 8 marzo 2019), è stato l'84º patriarca armeno di Costantinopoli. Il patriarcato armeno di Costantinopoli è una delle quattro sedi della Chiesa apostolica armena - le altre tre sono la Santa Sede Madre di Etchmiadzin, la Santa Sede della Cilicia e il patriarcato armeno di Gerusalemme - e ha uno status autocefalo, accettando, d'altra parte, la supremazia spirituale del supremo patriarca e catholicos di tutti gli armeni.

## Biografia
Mesrob Mutafyan nacque a Istanbul il 16 giugno 1956.
Ricevette la sua istruzione primaria presso la scuola Esayan di Istanbul. Nel 1968 entrò nella scuola anglicana di Istanbul e si diplomò nel 1973. Dal 1973 al 1975 studiò al Collegio di belle arti e storia di Kornwestheim, vicino a Stoccarda, in Germania. Dal 1975 al 1979 studiò filosofia e sociologia a Memphis, Tennessee.
Nel 1977 venne ordinato diacono presso la chiesa della Santissima Trinità. Il 13 maggio 1979 fu ordinato presbitero. Venne inviato come parroco nell'isola di Kınalıada, una delle isole dei Principi nel mar di Marmara, dove vive una piccola comunità armena. Tra il 1979 e il 1981 continuò gli studi a Gerusalemme. Studiava archeologia biblica e nel frattempo insegnava introduzione all'Antico Testamento e lingua inglese nel seminario teologico di Gerusalemme. Terminati gli studi tornò a Istanbul per lavorare come segretario della curia patriarcale. Nel 1983 difese la sua tesi dottrinale sul tema "Libro sacro e tradizione". Nel 1986 difese una seconda tesi dottrinale e conseguì una seconda laurea.
Il 21 settembre 1986 fu elevato al rango di vescovo di Echmiadzin, in Armenia. Dal 1982 al 1990 coordinò i rapporti ecumenici del patriarcato armeno di Costantinopoli. Dal 1988 al 1989 studiò alla Pontificia università "San Tommaso d'Aquino" di Roma.
Nel 1993 fu elevato al grado di arcivescovo e inviato nella diocesi delle isole dei Principi. Nel 1997 venne nominato vicario generale del patriarcato armeno di Costantinopoli.
In seguito alla morte del patriarca di Costantinopoli Karekin II Kazanjian, il 16 marzo 1998 Mesrob Mutafyanfu eletto locum tenens per fungere da leader temporaneo della Chiesa fino a quando non si fosse tenuta l'elezione del successore. Anche se le autorità locali turche avrebbero preferito l'elezione dell'arcivescovo di Üsküdar Şahan Sıvaciyan, il presule più anziano in pensione, i padri sinodali il 14 ottobre 1998 elessero Mesrob Mutafyan come 84º patriarca armeno di Costantinopoli.
L'8 aprile 2005 partecipò alle esequie di papa Giovanni Paolo II.
Durante il suo viaggio apostolico in Turchia, il 30 novembre 2006, papa Benedetto XVI visitò anche la chiesa patriarcale di Surp Asdvadzadzin a Kumkapı, Istanbul, dove partecipò a una cerimonia religiosa ed ebbe un colloquio con il patriarca Mesrob II.
Fu membro del consiglio dei capi religiosi mondiali dell'Elijah Interfaith Institute.
Nel luglio del 2008 venne annunciato che Mesrob Mutafyan era affetto da una forma precoce di malattia di Alzheimer e che si ritirava da tutte le sue funzioni e dalla vita pubblica; tuttavia rimase ufficialmente patriarca e arcivescovo. L'arcivescovo di Diyarbakır Aram Ateşyan fu chiamato a gestire gli affari quotidiani del Patriarcato dopo essere stato nominato vicario patriarcale di Costantinopoli, con 25 voti su 26, dai membri del consiglio religioso in attesa dell'elezione ufficiale di un nuovo patriarca.
Dal 2010 l'arcivescovo Aram Ateşyan fu locum tenens (pokhanort in lingua armena) a causa della cattiva salute del patriarca che era caduto in coma. Il 26 ottobre 2016 fu deposto dal sinodo a causa della sua malattia che continuava da più di 7 anni. La legge turca vieta di eleggere un nuovo patriarca se il predecessore è ancora in vita. Pertanto, la sede rimase vacante.
Nel febbraio del 2017, visto l'intensificarsi delle tensioni alle dimissioni del capo del consiglio religioso del Patriarcato, il vescovo Shahak Mashalian, Karekin II, Catholicos di tutti gli armeni, convocò i chierici principali tra cui Aram Ateşyan, Shahak Mashalian e Karekin Bekdjian da Istanbul a Echmiadzin. La decisione presa fu quella di tenere elezioni per un locum tenens il 15 marzo, seguita da un'elezione patriarcale entro sei mesi. Il 15 marzo 2017 l'assemblea clericale del patriarcato elesse l'arcivescovo Karekin Bekdjian, primate della Chiesa armena della Germania, come locum tenens. L'arcivescovo Aram Ateşyan tuttavia rifiutò di dimettersi dopo l'elezione di Bekdjian. Nel febbraio del 2018 le autorità turche intervennero convocando i laici della comunità e invitandoli a tornare sulle proprie decisioni.
Mesrob II morì all'all'ospedale armeno Surp Pirgic di Istanbul l'8 marzo 2019 per un infarto. Le esequie si tennero il 17 marzo nella chiesa patriarcale della Vergine Maria a Istanbul e furono presiedute dall'arcivescovo Khajak Barsamian, già arcivescovo della diocesi orientale del Nord America della Chiesa apostolica armena. Come i suoi predecessori, è sepolto nel cimitero armeno del distretto Şişli di Istanbul.